# 古川町立古川仲小学校
古川町立古川仲小学校 （ふるかわちょうりつ ふるかわなかしょうがっこう）は、かつて岐阜県吉城郡古川町（現・飛騨市古川町）に存在した公立小学校。

## 概要
- 古川町が農村部の過疎化による小規模校の複式学級を解消するために、隣接校の統合をすすめ、細江小学校（旧・細江村）と大村小学校（旧・小鷹利村）を統合し、新設された小学校である。
- 古川町はさらに小学校の統廃合をすすめ、2校にすることとなる。そのため、古川仲小学校は、中山東小学校、中山南小学校、数河小学校と統合。古川西小学校の新設により廃校。よって、古川仲小学校はわずか5年で廃校となった。校舎は古川西小学校仲分教室として1970年6月まで使用された。

## 沿革
- 1964年（昭和39年）4月 - 細江小学校と大村小学校とを統合し、古川町立古川仲小学校として開校。校舎は細江小学校校舎を転用。
- 1969年（昭和44年）4月 - 統合により廃校。古川西小学校仲分教室となる。
- 1970年（昭和45年）
  - 　6月19日 - 仲分教室閉校式。
  - 7月 - 統合校舎完成により、仲分教室は廃止。